# Bousfer
Bousfer (em árabe: بوسفر) é uma comuna localizada na província de Orã, Argélia. De acordo com o censo de 2009, a população total da cidade era de 18 361 habitantes.